# مانو هررا
مانو هررا (انگلیسی: Manu Herrera؛ زادهٔ ۲۹ سپتامبر ۱۹۸۱) بازیکن فوتبال اهل اسپانیا است.
از باشگاه‌هایی که در آن بازی کرده‌است می‌توان به باشگاه فوتبال رئال مادرید سی، باشگاه فوتبال رئال ساراگوسا، باشگاه فوتبال رئال مادرید، باشگاه فوتبال رئال بتیس، باشگاه فوتبال لوانته، باشگاه فوتبال رئال مادرید کاستیا، باشگاه فوتبال آلکورکون، باشگاه فوتبال الچه، و باشگاه فوتبال ایبار اشاره کرد.